# مارتن اودرسكي
مارتن اودرسكي ( : Martin Odersky) (من مواليد 5 سبتمبر 1958) وهو عالم حاسوب ألماني وأستاذ أساليب البرمجة في مدرسة لوزان الاتحادية للفنون التطبيقية (EPFL) في سويسرا. وهو متخصص في التحليل البرمجي ولغات البرمجة. قام بتصميم سكالا (لغة برمجة) وكذلك جافا مع الآخرين. قام بتطبيق مترجم GJ وأصبح تطبيقه الأساسى مترجم جافا. في عام 2007، تم تعيينه زميلا في جمعية آلات الحوسبة.
في عام 1989، حصل على درجة الدكتوراه. من المعهد الفدرالي السويسري للتكنولوجيا في زيورخ ETH تحت إشراف نيكلاوس ويرث، الذي اشتهر بتصميم العديد من لغات البرمجة، بما في ذلك باسكال (لغة برمجة). قام بعمل ما بعد الدكتوراه في آي بي إم جامعة ييل.
يعمل مارتن حاليا رئيس مجلس إدارة ومهندس معماري. وهو يدرس دورتين حول موفر الدورة التدريبية وهي مساق هائل مفتوح عبر الإنترنت (MOOC)، كورسيرا. وهما مبادئ البرمجة الوظيفية في سكالا وتصميم البرنامج الوظيفي لها.

## وصلات خارجية
- الموقع الرسمي
- Interview with Martin Odersky about Scala Dr. Dobb's, 2011
- Martin Odersky on the Future of Scala, Interview by Sadek Drobi on Jan 10, 2012
- Biographical notice, EPFL website
- Publications نسخة محفوظة 10 سبتمبر 2012 على موقع واي باك مشين.
- Blog at Lightbend